# Porównywarka cen
Porównywarka cen, porównywarka cenowa – rodzaj serwisu WWW, który pozwala na porównanie cen tych samych produktów w różnych sklepach internetowych. Dzięki możliwości określania własnych wymagań użytkownik otrzymuje wygenerowane indywidualnie zestawienie zawierające ceny i nazwy sklepów. Dzięki dokładnej bazie danych (produkty, ceny, opisy), uzupełnianej na bieżąco, otrzymywane wyniki zawierają nie tylko stałe ceny, ale także okresowe promocje i wyprzedaże.
Dodatkowym atutem porównywarek są także opinie innych kupujących, które dotyczą nie tylko produktów, ale także samych sklepów – jakości obsługi, szybkości wysyłki, realizacji reklamacji itp.
W Polsce najpopularniejszą porównywarką cenową jest Ceneo.pl, na kolejnych miejscach plasują się Skąpiec.pl, Okazje.info.pl i Nokaut.pl (stan z lipca 2015).

## Opis działania
Korzystając z porównywarki, można wyszukać konkretny produkt, bądź posłużyć się określoną, dostępną na głównej stronie, listą kategorii i podkategorii.

## Historia porównywarek cenowych
Na świecie historia porównywarek cenowych zaczyna się w końcu lat 90, wraz z boomem internetowym. Natomiast w Polsce jest to zjawisko stosunkowo nowe – wszystkie porównywarki pojawiły się już w XXI wieku. Mimo młodej historii rozwijają się bardzo szybko – zwiększając zarówno liczbę obsługiwanych sklepów, ilości produktów, jak i branż.
Pierwsze porównywarki cenowe, porównywały tylko i wyłącznie produkty z różnych sklepów. Z czasem pojawiły się również serwisy wyspecjalizowane w konkretnej branży:
- porównywarki finansowe,
- porównywarki usług, ofert operatorów internetowych, telefonicznych i telewizyjnych,
- porównywarki wyspecjalizowane w jednej branży, np. w produktach dla dzieci, bądź książek.

## Porównywarki finansowe
Porównywarka finansowa to specjalny portal internetowy, pozwalający na porównanie cen i kosztów produktów finansowych (kredyty, konta, lokaty, karty, produkty inwestycyjne, kursy walut).
Użytkownik po określeniu wymagań dotyczących danego produktu, otrzymuje wygenerowane zestawienie aktualnych ofert banków uszeregowane według jednego z parametrów. Dzięki dokładnej i regularnie aktualizowanej bazie danych oraz specjalistycznym narzędziom, porównywarka informuje klienta zarówno o standardowej ofercie banku, jak i promocjach, warunkach obniżenia pewnych opłat czy rzeczywistych kosztach produktów.
Porównywarka finansowa wyposażona jest w forum pozwalające użytkownikom na wymianę opinii dotyczących danego produktu, banku lub nawet konkretnej placówki.

### Historia porównywarek finansowych
Aktualną ofertę banków pokazywały już pierwsze polskie finansowe serwisy internetowe, był to jednak jedynie ich wykaz, bez kompleksowego zestawienia i analizy. Kwestia skonfrontowania poszczególnych ofert pozostawiona była użytkownikowi. Pierwszą polską porównywarką finansową jest Comperia.pl, która działa od 2008 r.

## Porównywarki usług
Początkowo porównywane były produkty fizyczne, dostępne w sklepach internetowych. Pozorne dalekie zróżnicowanie usług (brak standaryzacji) powodował dużą trudność w rzeczywistym porównaniu tego typu produktu. Jednak duże zainteresowanie internautów, doprowadziło do powstania pierwszych porównywarek usług. Ich twórcy sięgnęli początkowo po usługi możliwie zbliżone do siebie, takie jak oferty operatorów telekomunikacyjnych, czy oferty prostych przeróbek krawieckich. Odpowiednie szablony opisywania i wyszukiwania usług pozwalają coraz bardziej poszerzać zakres porównywanych produktów.